# Photonectes gracilis
Photonectes gracilis är en fiskart som beskrevs av Goode och Bean, 1896. Photonectes gracilis ingår i släktet Photonectes och familjen Stomiidae. Inga underarter finns listade i Catalogue of Life.